# Mystikal (película)
Mystikal es una película de 2010 dirigida por Ángel Alonso, y producida por Dibulitoon Studio, en la que se mezclan la animación por ordenador con la grabación de actores reales. Se trata de una apuesta muy fuerte de Dibulitoon Studio, empresa guipuzcoana, que con esta obra trata de levantar y mejorar la producción de animación y entretenimiento de la región. Es también la primera película española realizada exclusivamente mediante el sistema de croma, es decir, grabada sobre fondo monocromático e insertando decorados virtuales. La cinta se ha realizado con las mismas técnicas que Avatar (20th Century Fox, 2009) o 300 (Legendary Pictures, 2006), aunque con un evidente menor presupuesto. Así, se combinan los actores de carne y hueso, escenarios, personajes virtuales y efectos especiales.
Aunque la versión original se ha grabado en euskera para Euskadi, la obra ha sido distribuida en castellano. También existe una versión en catalán y otra en inglés, para la distribución internacional.

## Argumento
Mystikal transcurre en una época antigua, en un mundo imaginario dominado por las sombras. Al inicio, se puede ver como tres hechiceros consiguen vencer al mal e introducirlo en tres vasijas. Cada mago deberá guardar y proteger con su vida cada una de ellas: la guerra, la peste y el hambre. Si los espectros lograran liberarse, se abrirían las puertas del infierno que conducen a la muerte.
Con el paso de los años, ya en un contexto de fantasía medieval, la humanidad parece haberse olvidado de aquella lucha. Sin embargo, las vasijas siguen siendo custodiadas, por otros hechiceros. Una de ellos es Morka, que adiestra al joven Eldyn para pasarle el testigo.
Sin embargo, un acto de torpeza de Eldyn, libera al señor de la guerra, que avanza sobre la tierra para unirse a sus hermanos, la peste y el hambre. La desesperación y el horror se apoderan de todos. El final de los tiempos está cerca.
ELDYN entonces trata de corregir su error devolviendo los espectros a sus vasijas. No está solo, ya que cuenta con la ayuda de Fira, una ninfa descarada, que es en cierto modo la culpable de todo. Juntos intentan avisar a los otros dos hechiceros, pero La Guerra es más rápida que ellos, y al llegar a Párselid (la segunda hechicera), ya es demasiado tarde.
En un esfuerzo por ganar ventaja, Fira les conduce hacia el Lago de los Carnutes, una ciénaga donde se esconde el dragón Evaristo, amanerado y con miedo a volar. Evaristo se niega a llevarles, pero conoce un secreto que les dará más ventaja que él, asumiendo algunos riesgos. Así aparecen en la guarida de Ambrosius antes que los primeros espectros.
Ambrosius es un anciano sordo, que entiende cosas que no son. Tratan de hacerle entender que tiene que salvar al mundo, y cuando creen haberlo conseguido, marchan a realizar sus órdenes, aunque la verdad es otra. Se introducen en el bosque mágico, donde llegan a la feria de la cerveza, siguiendo las erróneas indicaciones de Ambrosius. Desesperados, vuelan sin rumbo y encuentran la cueva de la luz, cuna de la magia de los colores, donde se encuentra la puerta del mal.
Allí, se juntan los dos protagonistas con un desconfiado Leprechaun que guarda su tesoro en el nacimiento del Arco-Iris. Tras un largo forcejeo, llegan los tres espectros y abren la puerta, pero Eldyn, que visionaba toda la escena escondido tras una roca, se enfrenta al mal supremo y lo vence con la fuerza de su corazón, ya que se trata de un ser puro.

## Reparto
Iban Garate interpreta el papel principal, Eldyn, un aprendiz de mago algo torpe, cuyo principal objetivo es dominar la magia y convertirse en alguien grande y respetado. Pero en lugar de eso, comete un error que llevará a la humanidad al borde de la extinción y el esclavismo a manos de la mismísima Muerte.
Savitri Ceballos realiza el papel de Fira, una ninfa algo descarada y maleducada que se inmisculle en todo lo que no le concierne. Aunque la culpa del mal provocado se le adjudica a Eldyn, es en realidad ella la principal culpable por abrir la puerta de la cámara secreta, sabiendo que era perseguida.
Maite Agirre tiene un papel breve pero realmente importante, ya que representa a Morka, la maestra de Eldyn, y guía espiritual en su camino. Es una hechicera realmente fuerte e importante, y conocida en todo el reino, justo lo contrario que Eldyn, de quien reniega. Aunque es su aprendiz, le mantiene oculto, porque sabe que tiene las capacidades necesarias, pero dentro de una mente frágil y un cuerpo torpe.
Ramón Agirre interpreta a Ambrosius, uno de los tres grandes hechiceros que custodian las vasijas. Su poder es increíble, pero su sordera y su labia le pierden, y su única función es la de desconcertar a los salvadores.
Peio Arnáez es O'Noh, una especie de Leprechaun o duendecillo que oculta una fortuna y por tanto desconfía de los protagonistas: su excusa es inverosímil. Así que es una traba más de la penosa aventura que viven para salvar al mundo.

## Producción

### Guion
La primera versión del guion de Mystikal fue escrita en el año 2000 bajo el nombre de Pandora. Era una historia destinada a un público completamente infantil. El guion fue pasando durante varias manos, hasta que finalmente, en el año 2005, Joan Álvarez se encargó de darle un nuevo y definitivo enfoque, pasando a ser una historia más juvenil.

### Temas e inspiración
Las principales inspiraciones de esta obra se encuentran en el repertorio de mitologías existentes, principalmente la mitología vasca. Pese a ser todas diferentes, la gran mayoría de ellas cuentan con elementos similares que solo difieren en el nombre. Además, la gran mayoría de leyendas se sitúan siempre en un contexto de fantasía medieval.
Algunos de estos ejemplos son las hadas, los dragones, los duendes, los ogros, los demonios y los magos. En la versión original en euskera, los personajes tienen diferentes acentos para resaltar más esa similitud de mitologías. Así por ejemplo, O'Noh el Leprechaun tiene un marcado acento inglés, aunque su personaje podría corresponderse con el equivalente Vasco Kurrikurri.

### Música
El tema central de la película ha sido compuesto por Joseba Beristain e interpretado por el Orfeón Donostiarra.

### Rodaje
El rodaje se realizó en los estudios de Iz en Amasa (Villabona) durante septiembre y octubre de 2008. La tarea en si no fue fácil, ya que al ser rodada en Croma, el plató carecía completamente de decorado y no existían referencias. Se intentaron suplir con la presencia física de los otros actores y dobladores, pero hablar con un personaje que solo existe en el ordenador en mitad de un plató vacío requiere un plus de concentraciónen especial si tenemos en cuenta que los principales personajes, los encarnados por Iban Garate y Savitri Ceballos, sean un adolescente y una pequeña hada. Sus diferentes escalas complicaron aún más la filmación.
Algo similar ocurrió en el montaje y la composición, ya que combina muchos elementos: actores reales, personajes virtuales, decorados virtuales y efectos especiales.

## Estreno
Mystikal se presentó el 30 de octubre de 2010 dentro de la XVII Semana de Cine Fantástico y de Terror de San Sebastián, en el Teatro Victoria Eugenia, en un preestreno al que asistieron infinidad de personalidades el mundo del espectáculo, la cultura y la política. El 31 de octubre, la película participó dentro del festival, en la sección de cine infantil. La película llegó a las salas de cine el 3 de diciembre, habiendo recalado previamente en el Festival de Cine de Sevilla, el 12 de noviembre.